# Kopenhaska Giełda Papierów Wartościowych
Kopenhaska Giełda Papierów Wartościowych (duń. Københavns Fondsbørs, ang. Copenhagen Stock Exchange – CSE) – giełda papierów wartościowych w Danii, zlokalizowana w stolicy kraju – Kopenhadze. Obecnie giełda wchodzi w skład giełd OMX.